# George Kittle
George Krieger Kittle, född 9 oktober 1993, är en professionell tight end i amerikansk fotboll för National Football League-laget San Francisco 49ers. Han spelade universitetsfotboll för University of Iowa och draftades as San Francisco i den femte rundan av 2017 års NFL-draft. 2018 satte Kittle rekordet för erövrade yards via passningar för en tight end med 1377 yards.